# Avatar (jeu vidéo, 1979)
Pour les articles homonymes, voir Avatar.
Avatar est un jeu vidéo de rôle de type dungeon crawler développé par Bruce Maggs, Andrew Shapira et David Sides en 1979 sur un terminal informatique du système PLATO à l’université de l'Illinois à Urbana-Champaign. Il est notamment reconnu comme un des premiers monde virtuel en trois dimensions et en vue à la première personne et comme un précurseur du jeu de rôle en ligne massivement multijoueur. Il est également reconnu comme le jeu le plus populaire développé pour le système PLATO : entre septembre 1978 et mai 1985, il totalise plus de 600 000 heures de jeu et 6 % du temps passé sur le système lui sont imputés,.
La première version du jeu est développée par Bruce Maggs, Andrew Shapira et David Sides avec l’idée de surpasser Oubliette (1977), un autre jeu de rôle multijoueur du système PLATO, pour en faire un véritable monde virtuel plutôt qu’un simple jeu de rôle coopératif,. Le jeu continue ensuite d’être amélioré jusqu’en 1984 avec l’aide d’autres programmeurs dont notamment Tom Kirchman, Greg Janusz et Mark Eastom.